# Liste des Premiers ministres de la république de Chine
Pour les articles homonymes, voir Premier ministre de Chine et Premier ministre de la république populaire de Chine.
Depuis la prise officielle du pouvoir par le Kuomintang sur l'ensemble du territoire chinois en 1928, le chef du gouvernement nationaliste chinois porte le titre officiel de  président du gouvernement exécutif (Yuan exécutif).

## Première République
- Tan Yankai (10 octobre 1928 - 22 septembre 1930)
- T. V. Soong (22 septembre 1930 - 4 décembre 1930)
- Tchang Kaï-chek (4 décembre 1930 - 15 décembre 1931)
- Chen Mingshu (15 décembre 1931 - 28 décembre 1931)
- Sun Ke (28 décembre 1931 - 28 janvier 1932)
- Wang Jingwei (28 janvier 1932 - 7 décembre 1935)
- Tchang Kaï-chek (7 décembre 1935 - 1er janvier 1938)
- H. H. Kung (1er janvier 1938 - 20 novembre 1939)
- Tchang Kaï-chek (20 novembre 1939 - 31 mai 1945)
- T. V. Soong (31 mai 1945 -  1er mars 1947)
- Tchang Kaï-chek (1er mars 1947 - 18 avril 1947)
- Chang Chun (18 avril 1947 - 24 mai 1948)
- Wong Wen-hao (24 mai 1948 - 26 novembre 1948)
- Sun Ke (26 novembre 1948 - 12 mars 1949)
- Ho Ying-chin (12 mars 1949 -  3 juin 1949)
- Yen Hsi-shan (3 juin 1949 - 7 mars 1950) (départ du gouvernement du Kuomintang à Taïwan en décembre 1949)

## Taïwan
- Yen Hsi-shan (3 juin 1949 - 7 mars 1950)
- Chen Cheng (7 mars 1950 - 7 juin 1954)
- Yu Hung-chun (7 juin 1954 - 30 juin 1958)
- Chen Cheng (30 juin 1958 - 15 décembre 1963)
- Yen Chia-kan (15 décembre 1963 - 29 mai 1972)
- Chiang Ching-kuo (29 mai 1972 - 30 mai 1978)
- Sun Yun-suan (30 mai 1978 - 20 mai 1984)
- Yu Kuo-hwa (20 mai 1984 - 21 mai 1989)
- Lee Huan (21 mai 1989 - 30 mai 1990)
- Hau Pei-tsun (30 mai 1990 - 10 février 1993)
- Lien Chan (10 février 1993 - 1er septembre 1997)
- Vincent Siew (1er septembre 1997 - 20 mai 2000)
- Tang Fei (20 mai 2000 - 6 octobre 2000)
- Chang Chun-hsiung (6 octobre 2000 - 1er février 2002)
- Yu Shyi-kun (1er février 2002 - 1er février 2005)
- Frank Hsieh (1er février 2005 - 25 janvier 2006)
- Su Tseng-chang (25 janvier 2006 - 21 mai 2007)
- Chang Chun-hsiung (21 mai 2007 - 20 mai 2008)
- Liu Chao-shiuan (20 mai 2008 -  10 septembre 2009)
- Wu Den-yih (10 septembre 2009 - 6 février 2012)
- Sean Chen (6 février 2012 - 31 janvier 2013)
- Jiang Yi-huah (31 janvier 2013 - 8 décembre 2014)
- Mao Chi-kuo (8 décembre 2014 - 18 janvier 2016)
- Chang San-cheng (18 janvier 2016) - 20 mai 2016) (intérim)
- Lin Chuan (20 mai 2016 - 7 septembre 2017)
- William Lai (8 septembre 2017 - 14 janvier 2019)
- Su Tseng-chang (14 janvier 2019 - 31 janvier 2023)
- Chen Chien-jen (31 janvier 2023 - 20 mai 2024)
- Cho Jung-tai (20 mai 2024 - en cours)